# 草飞虱属
草飞虱属（学名：Herbalima）为稻虱科的一个属。

## 下属物种
本属包括以下物种：
- 黄边草飞虱 Herbalima limbata (Emeljanov, 1972)
- 蒙古草飞虱 Herbalima mongolica (Kusnezov, 1929)